# Faimingen
Faimingen ist ein Ortsteil der Stadt Lauingen im Landkreis Dillingen an der Donau im Regierungsbezirk Schwaben, Bayern. Er ist eine Station am touristisch bedeutsamen Donauradweg und der 2006 neu eröffneten Via Danubia. Durch die Ausgrabungen des römischen Apollo-Grannus-Tempels gehört Faimingen zu den beachtenswertesten Römerorten in Bayern.
Das Dorf liegt im Donauried. Durch eine Staustufe zur Wasserkraftnutzung ist ein Speichersee im Flusslauf entstanden, der zahlreichen Vogelarten Heimat bietet. Ein Landschaftsschutzgebiet sichert die wertvollen Auwaldbestände. Der Blick nach Süden fällt unweigerlich auf die beiden mächtigen Kühltürme des Kernkraftwerks Gundremmingen.
Zwischen Faimingen und Lauingen mündet die Brenz von der Schwäbischen Alb her kommend in die Donau.

## Geschichte

### Zeit im römischen Imperium, Phoebiana
In den Jahren 69 bis 79 n. Chr. erhielten römische Kohorten den Befehl, die Donau zu überqueren und weiter nach Germanien vorzudringen. Nahe der Einmündung des Flüsschens Brenz entstand nördlich des Dānuvius Donau ein Brückenkopf zur Sicherung des Flussübergangs (Kastell Phoebiana).

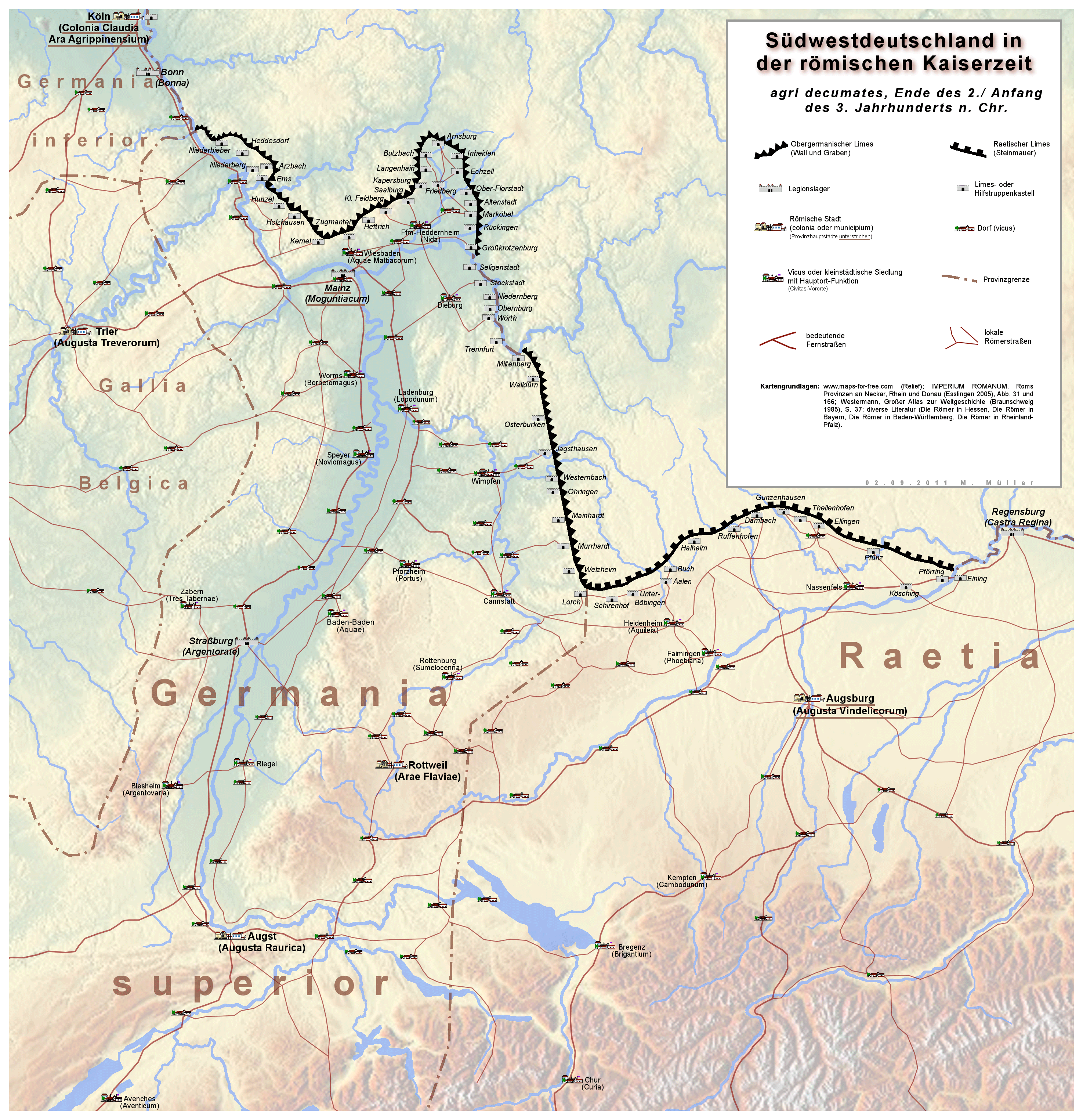
Karte mit der Lage von Phoebiana in der römischen Provinz Raetia

Phoebiana wird von dem römischen Geografen Claudius Ptolemäus erwähnt. Durch die weitere militärische Expansion nach Norden entwickelte sich Phoebiana (Faimingen) erst zum Nachschublager und zog dann auch Siedler an. Das Straßennetz wurde verbessert. Die Siedlung wurde zum Verkehrsknotenpunkt mit Verbindungen über Bad Cannstatt nach Mogontiacum (Mainz) beziehungsweise über die raetische Provinzhauptstadt Augusta Vindelicum (Augsburg) nach Iuvavum (Salzburg) oder Rom. Das Heiligtum des Apollo Grannus war ein bekannter Wallfahrtsort und seinen 1000 Quadratmetern der größte römische Tempel nördlich der Alpen. Auch ein Aufenthalt des Kaisers Caracalla im Jahr 212 n. Chr. ist überliefert, wobei die Fachleute es auch für möglich halten, dass sich die Textstelle bei Cassius Dio auf das gallo-römische Quellheiligtum von Grand (Vosges) bezieht. Ursprünglich war das Heiligtum dem keltischen Heilgott Grannus geweiht, der dem römischen Götterverständnis im Profil des Gottes Apollo schon geläufig war und so in den römischen Götterhimmel eingemeindet wurde.
Im Jahr 213 (Germanenfeldzug des Caracalla) wurde wegen drohender Gefahr germanischer Einfälle nach Raetien der Ort durch eine mit Türmen und Toren versehene Mauer und einem Kastell geschützt. Mitte des 3. Jahrhunderts rückten Roms Soldaten aus der Gegend ab. Handel und Wirtschaft gingen zurück. Alamannenstämme durchzogen Raetien. Am Südteil der ehemaligen Römersiedlung weisen Funde auf ein Haufendorf der Alamannen hin.
Die römischen Steinbauten verfielen oder wurden zerstört. Die Trümmer der Ruinen dienten nachfolgenden Generationen als Steinbruch. Einzelne Quader wurden auch beim Bau von Kirchen der Umgebung wiederverwendet.

### Zeit des Mittelalters
Im Mittelalter lebte in Faimingen ein Adelsgeschlecht, die Herren von Faimingen, das sich nach dem Ort benannte und im frühen 13. Jahrhundert das Kloster Obermedlingen stiftete (Walter von Faimingen). Aus dieser Familie ging der Würzburger Domdechant Friedrich Spät von Faimingen, 1309 bis 1331 Bischof von Augsburg, hervor. Die Burg verfiel nach dem Aussterben des Faiminger Adelsgeschlechts.
Nach einigen Besitzerwechseln fiel Faimingen im 16. Jahrhundert durch Kauf an die landsässige Stadt Lauingen und wurde somit Teil des Herzogtums Pfalz-Neuburg.
Am 1. April 1971 wurde Faimingen nach Lauingen (Donau) eingemeindet.

## Sehenswürdigkeiten
Siehe auch: Liste der Baudenkmäler in Faimingen

### Tempel

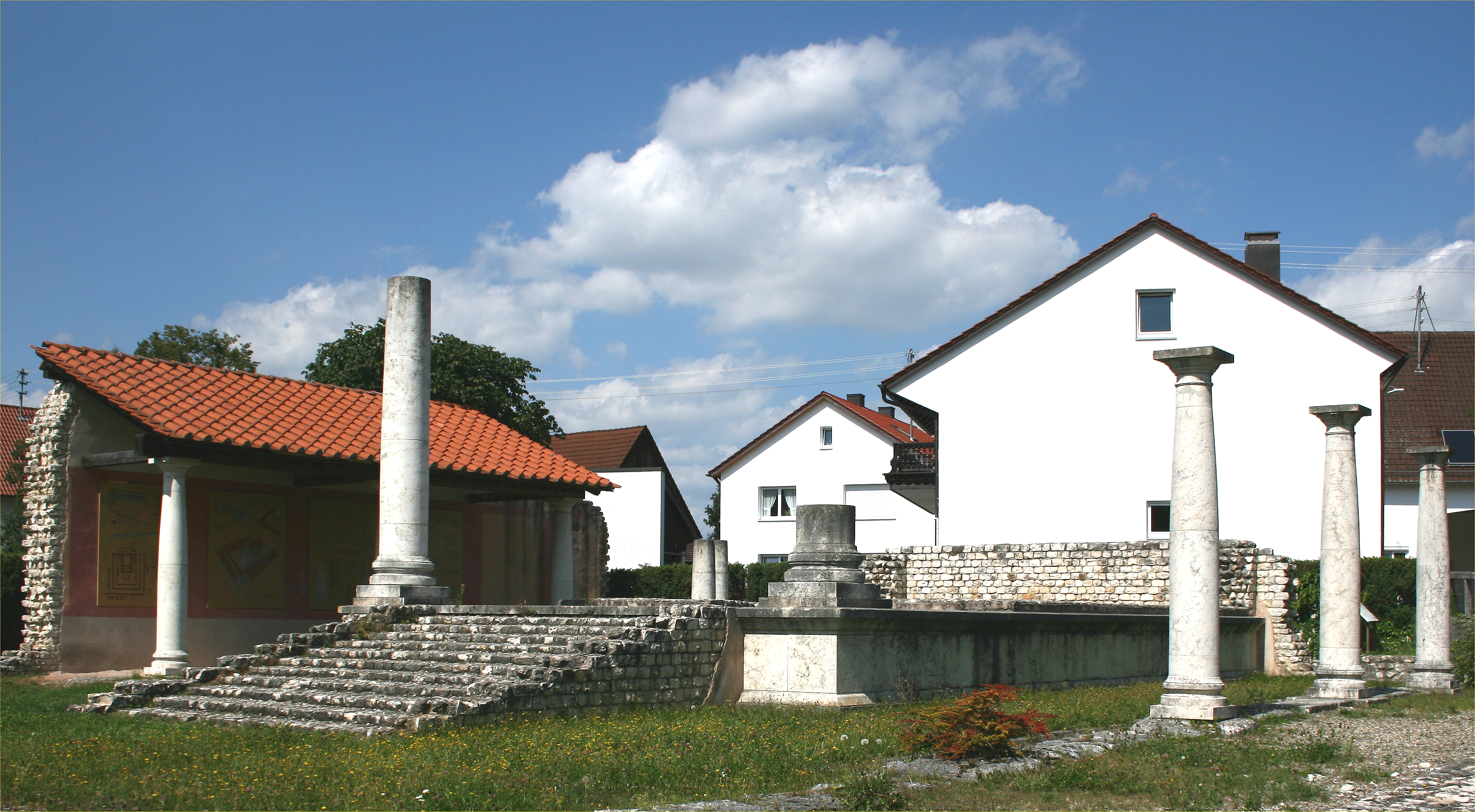
Teilrekonstruktion des Tempels in Faimingen

Auf dem Gelände des Apollo-Grannus-Tempels wurde ein Freilichtmuseum errichtet. Die nach Faimingen, dem römischen Phoebiana, führenden Straßen liefen auf das Forum und den größten römischen Tempelbau nördlich der Alpen zu. Auf rund 40 Hektar wird das Ausmaß der Anlage zu ihrer Blütezeit geschätzt.
In mehreren seit 1888 durchgeführten Grabungen legten Archäologen die Cella (doppelte Säulenhalle) und ihren Vorhof sowie weitere Fundamente umliegender Gebäude frei. Der Tempel selbst, ein etwa 1000 Quadratmeter großes Bauwerk, diente der Verehrung des gallorömischen Heil- und Quellgottes Apollo Grannus. Es liegt eine Namensfusion des römischen Apollon (der auch Gott der Heilkunst war) mit dem Quell- und Badegott Grannus der Kelten vor.
Das austretende klare Quellwasser wird zur überregionalen Bedeutung von Phoebiana für Kultbäder und Trinkkuren mit göttlichem Beistand beigetragen haben. Kaiser Caracalla hat Gott Apollo Grannus wegen Heilung seiner Leiden mit einem Geschenk (Straßenausbau zum Heiligtum Phoebiana) im Jahr 212 gedankt.

### Brunnen
Im Zentrum Faimingens steht ein runder Brunnen, der aufgrund seiner Bauweise höchst sehenswert ist. Der Brunnen ist 77 Meter tief und wird als das neue Wahrzeichen bezeichnet, da er erst 1967 gebaut wurde.

### Kirche
Die Pfarrkirche St. Blasius wurde 1710/1711 neu erbaut und ist mit hübschen barocken Altären ausgestattet.

## Bodendenkmäler
Siehe: Liste der Bodendenkmäler in Lauingen (Donau)